# Frantzdy Pierrot
Frantzdy Pierrot (Cap-Haïtien, 29 marzo 1995) è un calciatore haitiano, attaccante dell'AEK Atene e della nazionale haitiana.

## Caratteristiche tecniche
È un centravanti veloce e possente fisicamente, che tende a giocare spalle alla porta, proteggendo palla con il fisico per favorire gli inserimenti dei compagni. Molto abile nel gioco aereo e nel fornire assist ai compagni di squadra, fa della potenza, della tecnica e del senso del gol le sue armi migliori.

## Carriera

### Club
Il 27 luglio 2018 approda in Europa, accasandosi al R.E. Mouscron in Belgio, con cui firma un contratto valido per quattro stagioni. Il 22 agosto 2019 passa al Guingamp, in Ligue 2. Il 1º luglio 2022 si accorda con il Maccabi Haifa, in Israele. Mette a segno 5 reti nei preliminari di Champions League, consentendo alla squadra di qualificarsi alla fase a gironi.

### Nazionale
Esordisce con la nazionale haitiana l'11 settembre 2018 nella partita vinta 13-0 contro il Sint Maarten, valida per le qualificazioni alla CONCACAF Nations League, bagnando l'esordio con una doppietta.

## Statistiche

### Presenze e reti nei club
Statistiche aggiornate al 3 marzo 2024.
| Stagione             | Squadra              | Campionato           | Campionato | Campionato | Coppe nazionali | Coppe nazionali | Coppe nazionali | Coppe continentali | Coppe continentali | Coppe continentali | Altre coppe | Altre coppe | Altre coppe | Totale | Totale |
| Stagione             | Squadra              | Comp                 | Pres       | Reti       | Comp            | Pres            | Reti            | Comp               | Pres               | Reti               | Comp        | Pres        | Reti        | Pres   | Reti   |
| -------------------- | -------------------- | -------------------- | ---------- | ---------- | --------------- | --------------- | --------------- | ------------------ | ------------------ | ------------------ | ----------- | ----------- | ----------- | ------ | ------ |
| 2018-2019            | R.E. Mouscron        | D1                   | 25+10      | 6+2        | CB              | 2               | 1               | -                  | -                  | -                  | -           | -           | -           | 37     | 9      |
| ago. 2019            | R.E. Mouscron        | D1                   | 3          | 0          | CB              | 0               | 0               | -                  | -                  | -                  | -           | -           | -           | 3      | 0      |
| Totale R.E. Mouscron | Totale R.E. Mouscron | Totale R.E. Mouscron | 38         | 8          |                 | 2               | 1               |                    | -                  | -                  |             | -           | -           | 40     | 9      |
| ago. 2019-2020       | Guingamp             | L2                   | 19         | 7          | CF+CdL          | 0               | 0               | -                  | -                  | -                  | -           | -           | -           | 19     | 7      |
| 2020-2021            | Guingamp             | L2                   | 23         | 6          | CF              | 0               | 0               | -                  | -                  | -                  | -           | -           | -           | 23     | 6      |
| 2021-2022            | Guingamp             | L2                   | 34         | 15         | CF              | 2               | 0               | -                  | -                  | -                  | -           | -           | -           | 36     | 15     |
| Totale Guingamp      | Totale Guingamp      | Totale Guingamp      | 76         | 28         |                 | 2               | 0               |                    | -                  | -                  |             | -           | -           | 78     | 28     |
| 2022-2023            | Maccabi Haifa        | Lh                   | 25+10      | 6+3        | CI+CdL          | 4+0             | 0               | UCL                | 12                 | 5                  | SI          | 1           | 0           | 52     | 14     |
| 2023-2024            | Maccabi Haifa        | Lh                   | 21+8       | 14+4       | CI+CdL          | 2+1             | 1+0             | UCL+UEL+UECL       | 8+6+4              | 5+0+2              | SI          | 1           | 0           | 51     | 26     |
| ago.-set. 2024       | Maccabi Haifa        | Lh                   | 2          | 1          | CI+CdL          | 0+2             | 0               | UECL               | 2                  | 2                  | -           | -           | -           | 6      | 3      |
| Totale Maccabi Haifa | Totale Maccabi Haifa | Totale Maccabi Haifa | 66         | 28         |                 | 9               | 1               |                    | 32                 | 14                 |             | 2           | 0           | 109    | 43     |
| set. 2024-2025       | AEK Atene            | SL                   | 0          | 0          | CG              | 0               | 0               | UECL               | -                  | -                  | -           | -           | -           | 0      | 0      |
| Totale carriera      | Totale carriera      | Totale carriera      | 180        | 64         |                 | 13              | 2               |                    | 32                 | 14                 |             | 2           | 0           | 227    | 79     |

### Cronologia presenze e reti in nazionale
| Cronologia completa delle presenze e delle reti in nazionale ― Haiti | Cronologia completa delle presenze e delle reti in nazionale ― Haiti | Cronologia completa delle presenze e delle reti in nazionale ― Haiti | Cronologia completa delle presenze e delle reti in nazionale ― Haiti | Cronologia completa delle presenze e delle reti in nazionale ― Haiti | Cronologia completa delle presenze e delle reti in nazionale ― Haiti | Cronologia completa delle presenze e delle reti in nazionale ― Haiti | Cronologia completa delle presenze e delle reti in nazionale ― Haiti |
| Data                                                                 | Città                                                                | In casa                                                              | Risultato                                                            | Ospiti                                                               | Competizione                                                         | Reti                                                                 | Note                                                                 |
| -------------------------------------------------------------------- | -------------------------------------------------------------------- | -------------------------------------------------------------------- | -------------------------------------------------------------------- | -------------------------------------------------------------------- | -------------------------------------------------------------------- | -------------------------------------------------------------------- | -------------------------------------------------------------------- |
| 11-9-2018                                                            | Port-au-Prince                                                       | Haiti                                                                | 13 – 0                                                               | Sint Maarten                                                         | Qual. CONCACAF Nations League 2019-2020                              | 2                                                                    |                                                                      |
| 16-10-2018                                                           | Fort-de-France                                                       | Saint Lucia                                                          | 1 – 2                                                                | Haiti                                                                | Qual. CONCACAF Nations League 2019-2020                              | -                                                                    | 61’                                                                  |
| 17-11-2018                                                           | Managua                                                              | Nicaragua                                                            | 0 – 2                                                                | Haiti                                                                | Qual. CONCACAF Nations League 2019-2020                              | -                                                                    | 51’                                                                  |
| 21-11-2018                                                           | El Salvador                                                          | El Salvador                                                          | 1 – 0                                                                | Haiti                                                                | Amichevole                                                           | -                                                                    | 46’                                                                  |
| 24-3-2019                                                            | Port-au-Prince                                                       | Haiti                                                                | 2 – 1                                                                | Cuba                                                                 | Qual. CONCACAF Nations League 2019-2020                              | -                                                                    | 72’                                                                  |
| 2-6-2019                                                             | Washington                                                           | Haiti                                                                | 0 – 1                                                                | El Salvador                                                          | Amichevole                                                           | -                                                                    | 46’                                                                  |
| 6-6-2019                                                             | La Serena                                                            | Cile                                                                 | 2 – 1                                                                | Haiti                                                                | Amichevole                                                           | 1                                                                    | 34’ 60’                                                              |
| 11-6-2019                                                            | Alajuela                                                             | Guyana                                                               | 1 – 3                                                                | Haiti                                                                | Amichevole                                                           | -                                                                    | 46’                                                                  |
| 17-6-2019                                                            | San José                                                             | Haiti                                                                | 2 – 1                                                                | Bermuda                                                              | Gold Cup 2019 - 1º turno                                             | 2                                                                    |                                                                      |
| 21-6-2019                                                            | Frisco                                                               | Nicaragua                                                            | 0 – 2                                                                | Haiti                                                                | Gold Cup 2019 - 1º turno                                             | -                                                                    | 75’ 78’                                                              |
| 29-6-2019                                                            | Houston                                                              | Haiti                                                                | 3 – 2                                                                | Canada                                                               | Gold Cup 2019 - Quarti di finale                                     | -                                                                    | 82’                                                                  |
| 2-7-2019                                                             | Phoenix                                                              | Haiti                                                                | 0 – 1 dts                                                            | Messico                                                              | Gold Cup 2019 - Semifinale                                           | -                                                                    | 83’                                                                  |
| 8-9-2019                                                             | Willemstad                                                           | Curaçao                                                              | 1 – 0                                                                | Haiti                                                                | CONCACAF Nations League 2019-2020 - 2º turno                         | -                                                                    |                                                                      |
| 11-9-2019                                                            | Port-au-Prince                                                       | Haiti                                                                | 1 – 1                                                                | Curaçao                                                              | CONCACAF Nations League 2019-2020 - 2º turno                         | 1                                                                    |                                                                      |
| 10-10-2019                                                           | Nassau                                                               | Haiti                                                                | 1 – 1                                                                | Costa Rica                                                           | CONCACAF Nations League 2019-2020 - 2º turno                         | 1                                                                    |                                                                      |
| 15-10-2019                                                           | Santa Cruz                                                           | Bolivia                                                              | 3 – 1                                                                | Haiti                                                                | Amichevole                                                           | -                                                                    | 73’                                                                  |
| 18-11-2019                                                           | San José                                                             | Costa Rica                                                           | 1 – 1                                                                | Haiti                                                                | CONCACAF Nations League 2019-2020 - 2º turno                         | -                                                                    |                                                                      |
| 5-6-2021                                                             | Providenciales                                                       | Turks e Caicos                                                       | 0 – 10                                                               | Haiti                                                                | Qual. Mondiali 2022                                                  | 3                                                                    | 53’                                                                  |
| 8-6-2021                                                             | Port-au-Prince                                                       | Haiti                                                                | 1 – 0                                                                | Nicaragua                                                            | Qual. Mondiali 2022                                                  | -                                                                    |                                                                      |
| 12-6-2021                                                            | Port-au-Prince                                                       | Haiti                                                                | 0 – 1                                                                | Canada                                                               | Qual. Mondiali 2022                                                  | -                                                                    | 2’                                                                   |
| 15-6-2021                                                            | Bridgeview                                                           | Canada                                                               | 3 – 0                                                                | Haiti                                                                | Qual. Mondiali 2022                                                  | -                                                                    |                                                                      |
| 2-7-2021                                                             | Fort Lauderdale                                                      | Haiti                                                                | 6 – 1                                                                | Saint Vincent e Grenadine                                            | Qual. Gold Cup 2021                                                  | 1                                                                    | 81’                                                                  |
| 6-7-2021                                                             | Fort Lauderdale                                                      | Haiti                                                                | 4 – 1                                                                | Bermuda                                                              | Qual. Gold Cup 2021                                                  | 3                                                                    | 54’                                                                  |
| 25-3-2023                                                            | Look Out                                                             | Montserrat                                                           | 0 – 4                                                                | Haiti                                                                | CONCACAF Nations League 2022-2023 - 1º turno                         | 1                                                                    | 71’                                                                  |
| 29-3-2023                                                            | San Cristóbal                                                        | Haiti                                                                | 3 – 1                                                                | Bermuda                                                              | CONCACAF Nations League 2022-2023 - 1º turno                         | 2                                                                    | 45’                                                                  |
| 20-6-2023                                                            | Palm Beach Gardens                                                   | Haiti                                                                | 0 – 0                                                                | Trinidad e Tobago                                                    | Amichevole                                                           | -                                                                    |                                                                      |
| 25-6-2023                                                            | Houston                                                              | Haiti                                                                | 2 – 1                                                                | Qatar                                                                | Gold Cup 2023 - 1º turno                                             | 1                                                                    |                                                                      |
| 29-6-2023                                                            | Glendale                                                             | Haiti                                                                | 1 – 3                                                                | Messico                                                              | Gold Cup 2023 - 1º turno                                             | -                                                                    | 16’ 86’                                                              |
| 2-7-2023                                                             | Charlotte                                                            | Honduras                                                             | 2 – 1                                                                | Haiti                                                                | Gold Cup 2023 - 1º turno                                             | 1                                                                    |                                                                      |
| 15-10-2023                                                           | Port of Spain                                                        | Haiti                                                                | 2 – 3                                                                | Giamaica                                                             | CONCACAF Nations League 2023-2024 - 1º turno                         | 2                                                                    | 50’                                                                  |
| 6-6-2024                                                             | Wildey                                                               | Haiti                                                                | 2 – 1                                                                | Saint Lucia                                                          | Qual. Mondiali 2026                                                  | -                                                                    | 80’                                                                  |
| 9-6-2024                                                             | Wildey                                                               | Barbados                                                             | 1 – 3                                                                | Haiti                                                                | Qual. Mondiali 2026                                                  | -                                                                    | 63’                                                                  |
| 7-9-2024                                                             | Mayagüez                                                             | Porto Rico                                                           | 1 – 4                                                                | Haiti                                                                | CONCACAF Nations League 2024-2025 - 1º turno                         | 1                                                                    | 85’                                                                  |
| 12-10-2024                                                           | Oranjestad                                                           | Aruba                                                                | 1 – 3                                                                | Haiti                                                                | CONCACAF Nations League 2024-2025 - 1º turno                         | 1                                                                    |                                                                      |
| 15-10-2024                                                           | Oranjestad                                                           | Haiti                                                                | 5 – 3                                                                | Aruba                                                                | CONCACAF Nations League 2024-2025 - 1º turno                         | 1                                                                    | 46’                                                                  |
| 15-11-2024                                                           | Mayagüez                                                             | Sint Maarten                                                         | 0 – 8                                                                | Haiti                                                                | CONCACAF Nations League 2024-2025 - 1º turno                         | 3                                                                    | 60’                                                                  |
| 19-11-2024                                                           | Mayagüez                                                             | Haiti                                                                | 3 – 0                                                                | Porto Rico                                                           | CONCACAF Nations League 2024-2025 - 1º turno                         | 1                                                                    | 78’                                                                  |
| 22-3-2025                                                            | Baku                                                                 | Azerbaigian                                                          | 0 – 3                                                                | Haiti                                                                | Amichevole                                                           | 2                                                                    | 86’                                                                  |
| 7-6-2025                                                             | Oranjestad                                                           | Aruba                                                                | 0 – 5                                                                | Haiti                                                                | Qual. Mondiali 2026                                                  | 1                                                                    | 74’                                                                  |
| 15-6-2025                                                            | San Diego                                                            | Haiti                                                                | 0 – 1                                                                | Arabia Saudita                                                       | Gold Cup 2025 - 1º turno                                             | -                                                                    | 50’                                                                  |
| 19-6-2025                                                            | Houston                                                              | Trinidad e Tobago                                                    | 1 – 1                                                                | Haiti                                                                | Gold Cup 2025 - 1° turno                                             | 1                                                                    | 81’                                                                  |
| 22-6-2025                                                            | Arlington                                                            | Stati Uniti                                                          | 2 – 1                                                                | Haiti                                                                | Gold Cup 2025 - 1° turno                                             | -                                                                    |                                                                      |
| Totale                                                               |                                                                      | Presenze                                                             | 42                                                                   |                                                                      | Reti (3º posto)                                                      | 32                                                                   |                                                                      |

## Palmarès

### Club

#### Competizioni nazionali
- Campionato israeliano: 1

Maccabi Haifa: 2022-2023
- Supercoppa d'Israele: 1

Maccabi Haifa: 2023